# 1866年のスポーツ
- 年度別スポーツ記事一覧

## 競馬

### イギリス
クラシック
- 2000ギニー - ロードリオン
- 1000ギニー - レパルス
- エプソムダービー - ロードリオン
- エプソムオークス - トーメンター
- セントレジャーステークス - ロードリオン

その他主要レース
- アスコットゴールドカップ - グラディアトゥール
- グランドナショナル - サラマンダー

### フランス
- パリ大賞典 - セイロン
- ジョッケクルブ賞 - フロランタン

### オーストラリア
- メルボルンカップ - ザバーブ

### 日本
- 日本最初の洋式競馬場｢根岸競馬場」が完成

## ゴルフ

### 世界4大大会（男子）
- 全英オープン優勝者：ウィリー・パーク（イギリス）

## ボート
- オックスフォード・ケンブリッジ大学対抗レガッタ優勝：オックスフォード大学

## 陸上競技
- 6月17日 - ニューヨーク・アスレティック・クラブ設立
- イギリスでアマチュア・アスレチック・クラブ設立し、ヘンリーのアマチュア規定を採用

## その他のスポーツ
- 5月23日（慶応2年4月9日） - 土屋采女正の臣金沢虎次郎、深川三十三間堂で通矢を行う（江戸の最後）

## 誕生
- 2月24日 - ヒューバート・ヴァン・イニス（ベルギー、アーチェリー、+1961年）
- 3月20日（慶応2年2月4日） - 西郷四郎（福島県、柔道、+1922年）
- 8月8日 - マシュー・ヘンソン（アメリカ、探検家、+1955年）
- 9月3日 - 鳳凰馬五郎（大関）
- 9月13日（慶応2年8月5日） - 大戸平廣吉（宮城県、相撲、+1916年）
- 11月21日（慶応2年10月15日） - 小錦八十吉 (横綱)（千葉県、相撲、+1914年）
- 11月26日 - ヒュー・ダフィー（アメリカ、野球、+1954年）